# چیگوسا کوتوکو
چیگوسا کوتوکو (به ژاپنی: 千種任子 Chigusa Kotoko)؛ ۱۹ ژوئیه ۱۸۵۵ – ۱ فوریهٔ ۱۹۴۴) درباری، چهارمین سوکوشیتسوی امپراتور میجی اهل امپراتوری ژاپن بود. او دو دختر به دنیا آورد که در نوزادی بر اثر مننژیت درگذشتند. اگرچه میجی آخرین امپراتور ژاپنی بود که بیش از یک همسر داشت، نقش رسمی او در دربار تا سال ۱۹۲۴ لغو نشد. سوکوشیتسو‌های بازمانده به عنوان اعضای خانواده امپراتوری در دوران بازنشستگی باقی ماندند.